# شورای عالی قرآن
شورای عالی قرآن که در زمینهٔ مسائل مربوط به قرآن فعالیت می‌کند در ۱۳ مهر ۱۳۷۰ و با صدور فرمان سید علی خامنه‌ای تأسیس شد.
در حکم تأسیس شورای عالی قرآن آمده است: «... با توجه به اهمیت قرآن مجید و نقش حیاتبخش کلام الهی در جامعهٔ اسلامی و نظر به لزوم پخش قرائت صحیح و دلنشین قرآن و سایر نغمات الهی از صدا و سیمای جمهوری اسلامی و به منظور سیاست‌گذاری، نظارت، حمایت و ارتقای برنامه‌های مربوط به قرائت قرآن، اذان، مناجات، ادعیه و تواشیح، هیأتی… تشکیل شده و وظایف مربوط را بر عهده گیرند. لازم است ترتیبی اتخاذ شود تا کلیه دستورالعمل‌های تنظیمی این هیئت به مبادی ذی‌ربط در صدا و سیما ابلاغ گردد و امکانات مناسب جهت موفقیت آنان فراهم شود.»

## ارکان شورا
۱ـ ریاست شورا (سید علی مقدم؛ معاونت ارتباطات مردمی دفتر رهبری)
۲ـ شورای عالی تصمیم‌گیری (متشکل از رئیس، قائم مقام و معاونین شورا، نمایندگان سازمان صدا و سیما و تعدادی از اساتید قرآنی)
۳ـ معاونت‌ها و حوزه‌ها
۱–۳
معاونت پژوهش و آموزش
۲–۳
معاونت نظارت
۳–۳
معاونت اداری و مالی
۴–۳
معاونت اجرایی

## فعالیت‌ها و دیدگاه‌ها
شورای عالی قرآن نشست‌هایی برای پیشبرد اهداف قرآنی با حضور قاریان و قرآن‌پژوهانی از سراسر کشور برگزار می‌کند. در سال ۱۳۹۰ برنامه‌های شورا بازنگری شده است و برای برنامه‌ها و فعالیت‌های سال ۹۰، برنامه‌ریزی دقیقی صورت می‌گیرد. شورا هر ساله در نمایشگاه بین‌المللی قرآن حضور چشمگیری داشته است.